# Kevin Hargreaves Lee
Kevin Hargreaves Lee (* 4. November 1941 in Bihar, Indien; † 28. Mai 2001) war ein australischer Gräzist.
Lee erwarb an der University of Newcastle (zu der Zeit noch ein College der University of New South Wales) einen B. A. mit first class honours, anschließend einen M. A. an der University of New England mit einer thesis zu Euripides’ Troerinnen. 1967 wurde er ebendort lecturer, 1972 senior lecturer, bevor er 1972/1973 ein Alexander-von-Humboldt-Stipendium für einen Studienaufenthalt in Tübingen bei Richard Kannicht erhielt. Nach seiner Rückkehr an die University of New England arbeitete er an einer Dissertation zu den Auftritten und Abgängen in der griechischen Tragödie, mit der er 1978 zum Ph. D. promoviert wurde. Die Arbeit blieb unveröffentlicht. 1979 trat er eine Stelle als Chair of Classics an der University of Canterbury in Neuseeland an. 1992 kehrte er nach Australien zurück, um 1992 die Stelle als Professor of Classics an der University of Sydney zu übernehmen. 1998 wurde er Präsident der Classical Association of New South Wales und 2000 Präsident der Australian Society of Classical Studies.
Lee war ein anerkannter Spezialist für den Tragödiendichter Euripides. Sein Kommentar zu den Troerinnen erfuhr 1997 einen Nachdruck. Zudem hat er mit Alan W. James einen Kommentar zu Quintus von Smyrna veröffentlicht.

## Schriften (Auswahl)
- Euripides, Troades. Ed. with introduction and commentary. MacMillan, Basingstoke 1976, Nachdruck 1997.
- Euripides, Hercules. (Bibliotheca Teubneriana). Teubner, Leipzig 1988.
- Euripides, Ion. Ed. with introduction, translation and commentary. Aris & Phillips Classical Texts, Warminster 1997.
- mit Christopher Collard und Martin J. Cropp (Hrsg.): Selected Fragmentary Plays of Euripides. Ed. with introduction, translation and commentary. 2 Bde. Aris & Phillips Classical Texts, Warminster 1995–2004
- mit Alan W. James: A Commentary on Quintus of Smyrna, Posthomerica V. Brill, Leiden 2000 (= Mnemosyne Supplements, 208).
- mit Martin Cropp und David Sansone: Euripides and Tragic Theatre in the Late Fifth Century. (= Illinois classical studies 24–25). Stipes Publishing, Champaign 2000.